# Dicranophragma (Dicranophragma) brachyclada
Dicranophragma (Dicranophragma) brachyclada is een tweevleugelige uit de familie steltmuggen (Limoniidae). De soort komt voor in het Oriëntaals gebied.